# Еґмонтська група
Еґмонтська група — об'єднує фінансові розвідки різних країн світу.
Створена в червні 1995 з ініціативи фінансових розвідок Бельгії і Сполучених Штатів Америки для боротьби з незаконними фінансовими операціями.
У червні 2004 на 12-му пленарному засіданні Еґмонтської групи (острів Ґернсі) прийняла до свого складу Державну службу фінансового моніторингу України. На 2021 рік налічує 165 членів.
У 1995 група Підрозділів фінансової розвідки (ПФР) зустрілась у палаці Егмонт-Аренберг у Брюсселі та вирішила утворити неформальну групу з метою стимулювання міжнародного співробітництва. На даний час відома як Егмонтська група підрозділів фінансової розвідки, її ПФР регулярно зустрічаються з метою пошуку шляхів співпраці, зокрема у сфері інформаційного обміну, навчання та обміну досвідом.

## Мета
Метою діяльності Егмонтської групи є проведення засідань для ПФР з усього світу з метою покращення співробітництва у сфері протидії відмиванню коштів та фінансуванню тероризму, а також сприяння впровадженню національних програм у цій сфері. Це сприяння включає в себе наступне:
- розширення та систематизацію міжнародного співробітництва щодо взаємного обміну інформацією;

- підвищення ефективності ПФР шляхом проведення навчань та сприяння обміну персоналом з метою покращення досвіду та можливостей персоналу ПФР;

- сприяння кращому та захищеному зв’язку між ПФР шляхом використання технологій, зокрема, таких як Захищений веб-сайт Егмонтської групи;

- сприяння кращій координації та допомозі між операційними підрозділами ПФР–членів;

- покращення операційної автономії ПФР;

- сприяння утворенню ПФР в юрисдикціях з наявними програмами протидії відмиванню коштів та фінансуванню тероризму, чи з програмами, які знаходяться на ранніх стадіях розвитку.

## Структура та організація Егмонтської групи
Голови ПФР, Комітет Егмонтської групи, Робочі групи та Секретаріат Егмонтської групи становлять операційну структуру Егмонтської групи.

## Голови ПФР
Голови ПФР становлять керівний орган Егмонтської групи; винесення рішень щодо питань, які впливають на членство в Егмонтській групі, її структуру, бюджет та принципи. Голови ПФР приймають рішення шляхом консенсусу.

## Комітет Егмонтської групи
Комітет Егмонтської групи слугує консультаційним та координаційним механізмом для Голів ПФР та робочих груп. Його основні функції включають в себе сприяння Егмонтській групі у реалізації ряду видів діяльності, від внутрішньої координації та управління до представництва на міжнародній арені. Комітет також здійснює нагляд за роботою Секретаріату Егмонтської групи. Комітет Егмонтської групи охоплює постійних та регіональних членів. На сьогодні Комітет складається з Голови, двох заступників, Голів п’яти робочих груп, регіональних представників від Африки, Азії, Європи, Америки та Океанії, представника Мережі з розслідування фінансових злочинів США (FinCEN), відповідального за Захищений веб-сайт Егмонтської групи та Виконавчого Секретаря Егмонтської групи.

## Робочі групи
З метою виконання своєї місії щодо розвитку, співпраці та обміну досвідом, Егмонтською групою було створено чотири робочі групи та Центр з питань досконалості та лідерства (ECOFEL). Засідання робочих груп відбуваються періодично, у ході яких вони звітуються перед Головами ПФР щодо здійснення своєї діяльності. Робочі групи та Центр виконують наступні функції.
Робоча група з інформаційного обміну (IEWG) відповідає за вивчення синергії між оперативними аналітиками та IT-експертами для вирішення проблем обміну інформацією, з якими стикаються ПФР. Основну увагу група приділяє підвищенню якості та кількості своєчасного обміну інформацією між ПФР на основі оперативного та стратегічного аналізу. Більша частина діяльність Робочої групи є орієнтованою на проекти, результати імплементації яких група розповсюджує між ПФР-членам Егмонтської групи, і, якщо доречно, між організаціями-спостерігачами.
Робоча група з питань членства, підтримки та відповідності (MSCWG) відповідає за управління питаннями членства, співпрацює з регіонами щодо питань залучення членів, здійснює обробку заявок на членство від ПФР-кандидатів, а також реалізує програми, схвалені Головами ПФР у процесі підтримки та дотримання Егмонтської групи. Група відповідає за вирішення всіх питань щодо членства, підтримки та відповідності в рамках Егмонтської групи, включаючи співпрацю між ПФР.
Робоча група з питань політики та процедур (PPWG) відповідає за визначення важливих оперативних, політичних та стратегічних питань, що стосуються Егмонтської групи, а також здійснює координацію питань щодо організації та організацій-партнерів. Група несе відповідальність за регулярний перегляд ключових документів Егмонтської групи, об’єднання експертів з питань політики, правових та оперативних експертів.
Робоча група з технічної допомоги та навчання (TATWG) відповідає за визначення, розробку та надання технічної допомоги та навчання членам Егмонтської групи спільно з організаціями-спостерігачами, а також сприяння наданню підтримки ПФР, які стикаються з важливими проблемами при дотриманні вимог Егмонтської групи та відповідних Рекомендацій FATF.
Центр з питань досконалості та лідерства (ECOFEL) створений як двигун і центр для подальшої допомоги ПФР, оскільки вони прагнуть до ефективності та досконалості. Метою Центру є захист, позиціонування та просування ПФР у межах їх національних систем, а також на міжнародному рівні.

## Секретаріат Егмонтської групи
Секретаріат було створено у липні 2007 року, який знаходиться в м. Торонто, Канада. Секретаріат надає стратегічну, технічну, та адміністративну допомогу Головам ПФР, Комітету Егмонтської групи, Робочим групам, Регіональним групам, а також допомагає управляти контентом, що розміщений у відкритій частині Захищеного веб-сайту Егмонтської групи. Секретаріат очолюється Виконавчим Секретарем Егмонтської групи, призначення якого схвалюється Головами ПФР та, який звітує безпосередньо Голові Егмонтської групи.
З 2004 року Держфінмоніторинг є членом Егмонтської групи, яка на сьогодні поєднує підрозділи фінансових розвідок (ПФР) 159 країн світу та забезпечує обмін інформацією між її країнами-членами в розслідуванні відмивання коштів, фінансування тероризму та фінансування розповсюдження зброї масового знищення.

## Егмонтська група іДержавна служба фінансового моніторингу України
У 2007 році Україна стала першою державою на пострадянському просторі, яку було обрано місцем проведення засідань Робочих груп Егмонтської групи. Держфінмоніторинг організував та провів у м. Київ засідання Робочих груп Егмонтської групи, участь в яких взяли 125 представників ПФР та міжнародних експертів.
Представники Держфінмоніторингу постійно беруть активну участь у діяльності Егмонтської групи, зокрема у засіданнях її Робочих груп, Пленарних засіданнях, проектній діяльності, а також здійснюють обмін інформацією з іноземними ПФР через захищений канал зв’язку (ESW).
Егмонтської групи. У 2018 році Держфінмоніторинг визначено переможцем конкурсу «Найкраща справа Егмонтської групи» (25-те Пленарне засідання Егмонтської групи, м. Сідней (Австралія)). Держфінмоніторинг з 2018 року є учасником команди проекту Егмонтської групи «Типології ПФР щодо відмивання коштів, одержаних від корупції».